# Кріс Крейдер
Кріс Крейдер (англ. Chris Kreider; нар. 30 квітня 1991, Боксфорд) — американський хокеїст, крайній нападник клубу НХЛ «Нью-Йорк Рейнджерс». Гравець збірної команди США.

## Ігрова кар'єра
Хокейну кар'єру розпочав 2005 року виступами за юнацьку команду Регіональної середньої школи Маскономет.
2009 року був обраний на драфті НХЛ під 19-м загальним номером командою «Нью-Йорк Рейнджерс». 
З 2009 Кріс захищає кольори хокейної команди Бостонського коледжу в складі якого двічі потрапляв до команди всіх зірок. У сезоні 2011–12 Крейдер виграв другий титул у складі Бостонського коледжу.
10 квітня 2012 Кріс укла трирічний контракт з клубом НХЛ «Нью-Йорк Рейнджерс». Він приєднався до команди та отримав право виступати в плей-оф Кубка Стенлі 2012. 16 квітня 2012 Крейдер дебютував у третій грі серії плей-оф, а 23 квітня відзначився першим голом, результативну передачу віддав йому партнер по юніорській збірній США Дерек Степан.
28 квітня в матчі проти «Вашингтон Кепіталс» Кріс відзначився вдруге, причому цей гол став переможним, як і перший.
30 листопада 2013 Кріс став автором першого хет-трику в переможній грі 5–2 проти «Ванкувер Канакс».
17 травня 2014 у фіналі Східної конференції Крейдер наніс травму воротарю «Монреаль Канадієнс» Кері Прайсу. «Рейнджерс» став переможцем в цій серії 4–2.
23 липня 2014 року Крейдер та «Рейнджерс» домовились продовжити контракт ще на два роки з сумою $4.95 мільйона доларів.
28 жовтня 2014 року Кріс отримав великий штраф у грі проти «Міннесота Вайлд» за небезпечну атаку захисника Юнаса Бродіна.
22 липня 2016 року Крейдер підписав новий чотирирічний контракт з клубом «Нью-Йорк Рейнджерс» на суму $18.5 мільйонів доларів.
27 грудня 2017 під час гри проти «Вашингтон Кепіталс» Кріс покинув майданчик, пізніше в нього виявили проблеми із здоров'ям. 8 січня 2018 він переніс операцію та вибув з гри на 5–7 тижнів. 24 лютого 2018 він провів свою першу гру проти клубу «Міннесота Вайлд» після лікарняного.
24 лютого 2020 Крейдер та «Рейнджерс» продовжили контракт на сім років.
1 лютого 2021 року Крейдер закинув свою 161-у шайбу в матчі проти «Піттсбург Пінгвінс» та стає другим американцем після Браєна Літча хто досяг такого результату в складі «Рейнджерс».
Був гравцем молодіжної збірної США, у складі якої брав участь у 13 іграх та став чемпіоном світу.
З 2010 є постійним гравцем національної збірної США в складі якої здобув бронзові нагороди в 2011 та 2018 роках. У квітні 2019 був запрошений на чемпіонат світу 2019 року, де провів вісім матчів в яких набрав чотири очки.

## Нагороди та досягнення
- Бронзовий призер чемпіонату світу — 2011, 2018.
- Учасник матчу всіх зірок НХЛ — 2020, 2022.

## Статистика

### Клубні виступи
| Сезон        | Клуб                                 | Ліга         | Регулярний сезон | Регулярний сезон | Регулярний сезон | Регулярний сезон | Регулярний сезон | Плей-оф | Плей-оф | Плей-оф | Плей-оф | Плей-оф |
| Сезон        | Клуб                                 | Ліга         | І                | Г                | П                | О                | ШХ               | І       | Г       | П       | О       | ШХ      |
| ------------ | ------------------------------------ | ------------ | ---------------- | ---------------- | ---------------- | ---------------- | ---------------- | ------- | ------- | ------- | ------- | ------- |
| 2005–06      | Регіональна середня школа Маскономет | МІАА         | 19               | 5                | 10               | 15               |                  | —       | —       | —       | —       | —       |
| 2006–07      | Регіональна середня школа Маскономет | МІАА         | 20               | 28               | 13               | 41               |                  | —       | —       | —       | —       | —       |
| 2007–08      | Академія Філліпса                    | ЕСА          | 24               | 26               | 15               | 41               |                  | —       | —       | —       | —       | —       |
| 2008–09      | Академія Філліпса                    | ЕСА          | 26               | 33               | 23               | 56               | 10               | —       | —       | —       | —       | —       |
| 2008–09      | «Веллі Ворріорз»                     | СЮХЛ         | 5                | 4                | 2                | 6                |                  | —       | —       | —       | —       | —       |
| 2009–10      | Бостонський коледж                   | НКАА         | 38               | 15               | 8                | 23               | 26               | —       | —       | —       | —       | —       |
| 2010–11      | Бостонський коледж                   | НКАА         | 32               | 11               | 13               | 24               | 37               | —       | —       | —       | —       | —       |
| 2011–12      | Бостонський коледж                   | НКАА         | 44               | 23               | 22               | 45               | 66               | —       | —       | —       | —       | —       |
| 2011–12      | «Нью-Йорк Рейнджерс»                 | НХЛ          | —                | —                | —                | —                | —                | 18      | 5       | 2       | 7       | 6       |
| 2012–13      | «Коннектикут Вейл»                   | АХЛ          | 48               | 12               | 11               | 23               | 73               | —       | —       | —       | —       | —       |
| 2012–13      | «Нью-Йорк Рейнджерс»                 | НХЛ          | 23               | 2                | 1                | 3                | 6                | 8       | 1       | 1       | 2       | 0       |
| 2013–14      | «Гартфорд Вулф Пек»                  | АХЛ          | 6                | 2                | 2                | 4                | 16               | —       | —       | —       | —       | —       |
| 2013–14      | «Нью-Йорк Рейнджерс»                 | НХЛ          | 66               | 17               | 20               | 37               | 72               | 15      | 5       | 8       | 13      | 14      |
| 2014–15      | «Нью-Йорк Рейнджерс»                 | НХЛ          | 80               | 21               | 25               | 46               | 88               | 19      | 7       | 2       | 9       | 14      |
| 2015–16      | «Нью-Йорк Рейнджерс»                 | НХЛ          | 79               | 21               | 22               | 43               | 58               | 5       | 2       | 0       | 2       | 6       |
| 2016–17      | «Нью-Йорк Рейнджерс»                 | НХЛ          | 75               | 28               | 25               | 53               | 58               | 12      | 3       | 1       | 4       | 18      |
| 2017–18      | «Нью-Йорк Рейнджерс»                 | НХЛ          | 58               | 16               | 21               | 37               | 44               | —       | —       | —       | —       | —       |
| 2018–19      | «Нью-Йорк Рейнджерс»                 | НХЛ          | 79               | 28               | 24               | 52               | 57               | —       | —       | —       | —       | —       |
| 2019–20      | «Нью-Йорк Рейнджерс»                 | НХЛ          | 63               | 24               | 21               | 45               | 58               | 3       | 1       | 1       | 2       | 6       |
| 2020–21      | «Нью-Йорк Рейнджерс»                 | НХЛ          | 50               | 20               | 10               | 30               | 34               | —       | —       | —       | —       | —       |
| 2021–22      | «Нью-Йорк Рейнджерс»                 | НХЛ          | 81               | 52               | 25               | 77               | 24               | 20      | 10      | 6       | 16      | 14      |
| 2022–23      | «Нью-Йорк Рейнджерс»                 | НХЛ          | 79               | 36               | 18               | 54               | 26               | 7       | 6       | 3       | 9       | 0       |
| 2023–24      | «Нью-Йорк Рейнджерс»                 | НХЛ          | 82               | 39               | 36               | 75               | 26               | 16      | 8       | 4       | 12      | 6       |
| Усього в НХЛ | Усього в НХЛ                         | Усього в НХЛ | 815              | 304              | 248              | 552              | 551              | 123     | 48      | 28      | 76      | 84      |

### Збірна
| Рік                | Команда            | Турнір             | Місце              | І  | Г  | П | О  | ШХ |
| ------------------ | ------------------ | ------------------ | ------------------ | -- | -- | - | -- | -- |
| 2010               | США                | МЧС                | 1                  | 7  | 6  | 1 | 7  | 2  |
| 2010               | США                | ЧС                 | 13-е               | 6  | 1  | 1 | 2  | 0  |
| 2011               | США                | МЧС                | 3                  | 6  | 4  | 2 | 6  | 0  |
| 2011               | США                | ЧС                 | 8-е                | 7  | 2  | 1 | 3  | 6  |
| 2018               | США                | ЧС                 | 3                  | 10 | 4  | 6 | 10 | 2  |
| 2019               | США                | ЧС                 | 7-е                | 8  | 3  | 1 | 4  | 2  |
| Молодіжна збірна   | Молодіжна збірна   | Молодіжна збірна   | Молодіжна збірна   | 13 | 10 | 3 | 13 | 2  |
| Національна збірна | Національна збірна | Національна збірна | Національна збірна | 31 | 10 | 9 | 19 | 10 |